# Emilio Ruiz Barrachina
Emilio Ruiz Barrachina (n. el 26 de junio de 1963, Madrid) es un poeta, escritor y director de cine español.

## Biografía
Es poeta, escritor y director de cine. En 1997 regresa a España, después de vivir durante diez años en Latinoamérica como periodista, desempeñando cargos como el de corresponsal del Servicio para América Latina de la BBC. 
Su primera novela, Calamarí (1998), ha conocido varias ediciones. A ella siguieron A la sombra de los Sueños (2000), adaptada al cine; El arco de la luna (2001), ganadora del X Premio Internacional de Novela Luis Berenguer; el ensayo Brujos, reyes e inquisidores (2003); la novela No te olvides de matarme (2004), de la que en 2005 se estrenó la adaptación teatral; el ensayo literario Tinta y Piedra. Calaceite, el pueblo donde convivieron los autores del Boom (2005); y Le ordeno a usted que me quiera (2006). 
En 2007 ganó el III Premio Internacional de poesía Rubén Darío con el libro Arroyo. Su más reciente publicación es la novela La venta del paraíso (2006), traducida a varios idiomas y cuya adaptación cinematográfica se estrenará próximamente. Asimismo, ha dirigido documentales para cine y televisión como Luz, espacio y creación, Tinta y Piedra, Niñas Soldado, Desminadoras en Sudán, Emigrantes o Lorca. El mar deja de moverse (sobre la muerte del poeta Federico García Lorca y que ha obtenido numerosos galardones internacionales). 
En 2008 estrenó los documentales Orson Welles y Goya y La España de la Copla. En 2010 dirigió el polémico largometraje El Discípulo. En 2011 dirigió la película musical Morente, que será el legado póstumo del genial cantaor granadino Enrique Morente.
En 2012 estrena La venta del paraíso con la que obtiene el Premio Best Original Story del New York City International Film Festival. 
Escribe en 2014 el poemario "La Huella Eterna" con el que gana el Premio Internacional de Poesía Sial Pigmalión, dado a esta obra y a toda su carrera literaria.
En 2015 estrena la película El violín de piedra, sobre la despoblación rural, y protagonizada por Carlos Álvarez-Nóvoa. En su presentación, en el Festival Internacional de Cine y Arquitectura de Oviedo (Ficarq, en el Teatro Campoamor, obtuvo los premios a Mejor Director, Mejor Actor Principal y Mejor Música. 
En 2017 estrena la adaptación de la obra Yerma de Federico García Lorca, versionada en inglés y en nuestra época, y fue rodada entre Madrid, Buitrago de Lozoya y Londres.
En 2018 dirige y estrena la adaptación la obra teatral de La Casa de Bernarda Alba de Federico García Lorca, bajo el título de Bernarda y protagonizada por Assumpta Serna, Victoria Abril y Miriam Díaz Aroca. 
En 2020 rueda entre París y Nueva York la película Broken Poet protagonizadas por Elliott Murphy, Bruce Springsteen y Johana Preiss. 
En 2020 estrena el documental-largometraje  El abuelo Victor. Victor Manuel para Imprescindibles de TVE sobre la figura del cantautor Víctor Manuel.
En 2021 estrena el largometraje Tristesse rodado en Asturias y ganador del New York City International Film Festival. En este festival la película Tristesse obtuvo los premios a Mejor Película, Mejor Director, Mejor Actor Principal (Enrique Simón), Mejor Actriz de Reparto (Rebecca Arrosse) y Mejor Fotografía (David Ramos).
En 2022 estrena el largometraje  Frente al Silencio, película que gana festivales internacionales, tanto en la categoría de documental como de película de ficción. Esta película enlaza el holocausto judío con el flamenco y las discriminaciones que a comienzo del siglo XXI sigue existiendo por razones de raza, género o condición. Ha ganado, entre otros, los Premios a Mejor Documental, Mejor Director y Premio Especial del Jurado en el Adolph Zukor International Film Festival; Mejor Documental en el New York City International Film Festival o Mejor Película Narrativa en The Artist Forum International Film Festival New York.
En julio de 2023 dirige para teatro La Comedia Sin Título de Federico García Lorca. A partir de la obra inacabada del autor, Emilio Ruiz Barrachina realiza la dramaturgia hilándolo con la detención y posterior fusilamiento de Lorca basándose en los estudios de Miguel Caballero. La Comedia Sin Título fue estrenada los días 7 y 8 de julio en el Teatro Campoamor de Oviedo.

## Polémicas
En diciembre de 2017 la Fiscalía Provincial de Madrid pidió 2 años de prisión para el director y para los responsables de tres salas de cine por inflar los datos de taquilla y poder acceder así a una subvención de más de medio millón de euros para la película El discípulo. La fiscalía entiende que Ruiz Barrachina incrementó ficticiamente los datos del número de espectadores en las salas implicadas para obtener del Instituto de la Cinematografía y de las Artes Audiovisuales (ICAA), dependiente del ministerio de Educación, Cultura y Deporte, una subvención.
Los acusados fingieron, según el escrito de la fiscalía, que lo recaudado habían sido 341.284 euros, es decir 11 000 euros más que la cantidad mínima necesaria para obtener la ayuda.
Ruiz Barrachina solicitó al ICAA el 15 de agosto de 2011 la ayuda general y complementaria a la amortización de largometrajes del año 2010 para El discípulo, protagonizada, entre otros, por Juanjo Puigcorbé y la ayuda, de 576 107,06 euros, le fue concedida en noviembre de 2011 y pagada en diciembre.
Emilio Ruiz Barrachina resultó absuelto por sentencia del juzgado 25 de la Audiencia Provincial de Madrid con fecha 4 de mayo de 2021, acorde a la sentencia nunca existió delito ni había razón fundamentada para el inicio del litigio.

## Filmografía

### Dirección de largometrajes
| Año  | Película                        |
| ---- | ------------------------------- |
| 2022 | Frente al silencio              |
| 2021 | Tristesse                       |
| 2020 | El abuelo Victor. Victor Manuel |
| 2020 | Broken Poet                     |
| 2018 | Bernarda                        |
| 2017 | Yerma                           |
| 2015 | El violín de piedra             |
| 2012 | La venta del paraíso            |
| 2010 | El discípulo                    |
| 2006 | Lorca. El mar deja de moverse   |
| 2005 | Pequeños crímenes perfectos     |
| 2004 | A la sombra de los sueños       |

### Dirección de documentales
| Año  | Película                                                          |
| ---- | ----------------------------------------------------------------- |
| 2019 | El abuelo Víctor                                                  |
| 2011 | Morente                                                           |
| 2010 | Luis Rosales. Así he vivido yo SECC                               |
| 2008 | La España de la Copla Canal Sur                                   |
| 2008 | Orson Welles y Goya                                               |
| 2007 | Zindia. Niñas soldado Lola Films. Sudán                           |
| 2007 | Winnie. El negocio de la Paz Lola Films. Sudán                    |
| 2006 | ¿Por qué Juan Carlos? Serie documental (4 capítulos). Telemadrid. |
| 2005 | Luz, espacio y creación Encargo del Gobierno de Suiza             |
| 2004 | Calaceite. Tinta y Piedra TVE                                     |
| 2004 | Suiza y la migración TVE                                          |
| 2003 | El Transcantábrico TVE. Serie documental (5 capítulos)            |

### Dirección de obras de teatro
| Año  | Obras de Teatro       |
| ---- | --------------------- |
| 2023 | La Comedia Sin Título |

## Publicaciones
- "Estación Libertad" (novela) La esfera de los libros, 2016

- "La Huella Eterna" (poesía) Sial. Premio Internacional de Poesía Sial Pigmalión. 2014
- Calamarí (novela) Espasa Calpe. Auryn 1998. Círculo de Lectores 2004. Ediciones Zeta 2008.
- Brujos, reyes e inquisidores (ensayo), Belaqcua  Barcelona 2003. Ediciones Zeta, Madrid 2008.
- Arroyo, Sial. Madrid, 2007. III Premio Internacional de Poesía Rubén Darío.
- Le ordeno a usted que me quiera, Lumen. Barcelona, 2006.
- La venta del paraíso (novela), Bruguera. Barcelona, 2006.
- Tinta y piedra (ensayo), Imagine Ediciones y Diputación de Teruel. Madrid 2005.
- No te olvides de matarme, Apóstrofe. Madrid 2004.
- El arco de la luna, Algaida, Sevilla 2001. Premio Internacional de Novela Luis Berenguer.
- A la sombra de los sueños, Brand Editorial. Madrid, 2000. Espasa (bolsillo), 2002. Imagine Ediciones, 2004.
- Diccionario Enciclopédico, Círculo de Lectores (América), 2000. Director editorial.
- Cuarto Poder, la absorción de los medios de comunicación por los grupos financieros. Castillo Editorial, Bogotá, Colombia, 1996.
- Historia de Colombia (Dirección General y redacción Conquista y Colonia), Zamora Editores. Bogotá, Colombia, 1994.

## Premios

### Premios de cine
- Premio Mejor Película Narrativa en el The Artist Forum International Film Festival New York 2022 por Frente al Silencio
- Premio Mejor Documental en el New York City International Film Festival 2023 por Frente al Silencio.
- Premio en el Orion International Film Festival 2022 por Frente al Silencio.
- Premio Mejor Director y Mejor Película en El Adolph Zukor International Film Festival por Frente al Silencio.[18]
- Premio a mejor director por Tristesse en el New York City Film Festival en 2021.[19][20]
- Tristesse premio a mejor película en el New York City Film Festival en 2021.[19]
- Mejor Director. Festival Internacional de Cine de Oviedo (Ficarq). 2015. "El Violín de Piedra".
- Best Original Story New York International Film Festival. 2013. "La Venta del Paraíso".
- Película Finalista de los Premios Goya 2012 nominada a Mejor Documental: Morente
- Premio Musiclip Fnac, mejor Documental Musical de 2011: Morente.
- Premio Mejor Película Flamenca 2011. Festival del Cante de las Minas de la Unión: Morente.
- Premio Mejor Película, Mejor Producción y Mejor Actor Principal del International Filmmaker UK: El discípulo.
- Premio Mejor Director y Mejor Película en El Adolph Zukor International Film Festival por Frente al Silencio.
- Premio Mejor Película Narrativa en el The Artist Forum International Film Festival New York 2022 por Frente al Silencio.
- Premio Mejor Documental en el New York City International Film Festival 2023 por Frente al Silencio.
- Premio en el Orion International Film Festival 2022 por Frente al Silencio.

### Premios de literatura
- Premio Internacional de Poesía Sial Pigmalión por toda su obra literaria. 2014.
- X Premio Internacional de Novela Luis Berenguer. España, Algaida, 2001: El arco de la luna.
- III Premio Internacional de Poesía Rubén Darío. Pen Club. Sial, 2007: Arroyo.

### Premios de periodismo
- Premio Nacional de Periodismo Simón Bolívar, Bogotá Colombia, 1993, Mejor entrevista Televisión.
- Premio Nacional de Periodismo Simón Bolívar, Bogotá, Colombia, 1993, Mejor reportaje Televisión.